# Angelo Rottoli
Angelo Rottoli (14 de diciembre de 1958-29 de marzo de 2020) fue un boxeador profesional italiano. 

## Carrera
Ocupó el título europeo de peso crucero en 1989 y desafió una vez por el título de peso crucero del CMB en 1987.

## Muerte
Lamentablemente Murió a la edad de 61 años después de contraer el COVID-19 causado por el virus del SARS-CoV-2 durante la pandemia de enfermedad por coronavirus.